# 広島県道446号植木三坂線
広島県道446号植木三坂線（ひろしまけんどう446ごう うえきみさかせん）は、広島県庄原市を通る一般県道である。

## 概要
庄原市西城町高尾（こうお）から庄原市西城町三坂に至る。

### 路線データ
- 起点：庄原市西城町高尾（広島県道444号油木小奴可線交点）
- 終点：庄原市西城町三坂（国道183号交点）
- 総延長：約4.1 km
- 冬季閉鎖区間：全区間（12月15日 - 翌年3月15日）

## 歴史
- 1960年（昭和35年）10月10日 - 広島県告示第682号により広島県道185号植木三坂線として認定される。
- 1972年（昭和47年）11月1日 - 都道府県道標識制定に伴う広島県の県道番号再編により現行の路線番号に変更される。
- 2005年（平成17年）3月31日 - 庄原市・甲奴郡総領町・比婆郡全5町が統合して改めて庄原市が発足したことに伴い起終点の地名表記が変更される。

## 路線状況

### 異常気象時通行規制区間
| 区間   | 合計雨量 | 合計雨量 |
| 区間   | 1時間    | 1日      |
| ------ | -------- | -------- |
| 全区間 | 40 mm    | 120 mm   |

## 地理

### 通過する自治体
- 庄原市

### 交差する道路
| 交差する道路              | 交差する場所         | 交差する場所 |
| ------------------------- | -------------------- | ------------ |
| 広島県道444号油木小奴可線 | 西城町高尾（こうお） | 起点         |
| 国道183号                 | 西城町三坂           | 終点         |

### 沿線
- JR西日本芸備線 道後山駅